# Eurytoma gallephedrae
Eurytoma gallephedrae är en stekelart som beskrevs av Askew 1998. Eurytoma gallephedrae ingår i släktet Eurytoma och familjen kragglanssteklar.
Artens utbredningsområde är Spanien. Inga underarter finns listade i Catalogue of Life.